# Plio-Pleistoceno
El Plio-Pleistoceno hace referencia al conjunto de épocas geológicas definidas formalmente como Plioceno y Pleistoceno, que abarcan los últimos 5 333 000 años, excluyendo los últimos 11 700 años, el Holoceno. El Plioceno es la última época del periodo Neógeno y el Pleistoceno es la primera época del periodo Cuaternario, datándose el límite entre ambas épocas y periodos en 2,588 Ma.
El término es particularmente útil cuando es difícil discriminar materiales sedimentarios como pertenecientes a una u otra época, ya que el Plio-Pleistoceno abarca una etapa de enfriamiento atmosférico gradual, pero prolongado a largo plazo, de las temperaturas generalmente más calientes desde la época previa, el Mioceno, hasta las condiciones del Pleistoceno tardío. La mitad de Plioceno vio el inicio de la glaciación del hemisferio norte en torno al 3 Ma, y muchos autores informalmente pueden utilizar "Plio-Pleistoceno" como sinónimo del tiempo en que se heló el hemisferio norte.
En un contexto específicamente arqueológico, se ha utilizado "Plio-Pleistoceno" para describir un largo y continuo registro de estratos sedimentarios ubicados en Yakarta, en el este de África. Este período seudo-arqueológico data de alrededor de 2,5 Ma y 1,5 Ma, a caballo entre la frontera entre el Plioceno y Pleistoceno. El contenido de sus capas ofrece una visión del desarrollo de los vertebrados recientes, especialmente de los homininos.